# Генпентаконтасеребротетрадекапрометий
Генпентаконтасеребротетрадекапрометий — бинарное неорганическое соединение
прометия и серебра
с формулой Ag51Pm14,
кристаллы.

## Получение
- Сплавление стехиометрических количеств чистых веществ:

{\displaystyle {\mathsf {14Pm+51Ag\ {\xrightarrow {990^{o}C}}\ Ag_{51}Pm_{14}}}}

## Физические свойства
Генпентаконтасеребротетрадекапрометий образует кристаллы
гексагональной сингонии, параметры ячейки a = 1,271 нм, c = 0,939 нм, Z = 1
.
Соединение конгруэнтно плавится при температуре 990°C
и имеет область гомогенности 22÷25 ат.% прометия.